# Эваристо, Хуан
Хуан Леон Эваристо (исп. Juan Leon Evaristo; 20 июня 1902, Буэнос-Айрес — 8 мая 1978, Буэнос-Айрес) — аргентинский футболист, защитник. Серебряный призёр Олимпийских игр 1928 года в Амстердаме. Участник Первого чемпионата мира по футболу. Дважды чемпион Южной Америки. Старший брат другого известного футболиста — Марио Эваристо. Автор приёма, названного марианела: когда защитник бежит к своим воротам, а атакующий игрок бьёт по ним, то защитник резко разворачивается и отбивает мяч.

## Карьера
В начале своей карьеры Эваристо выступал за клубы «Спортиво Палермо» и «Спортиво Барракас». В 1931 году он перешёл в клуб «Бока Хуниорс», дебютировав 30 августа 1931 года в матче с «Атлантой», завершившимся со счётом 3:1 в пользу столичного клуба. С «Бокой» Эваристо выиграл первый профессиональный чемпионат Аргентины, после чего перешёл в «Индепендьенте». Завершил карьеру Эваристо в 1936 году в составе «Архентинос Хуниорс».
За сборную Аргентины Эваристо выступал с 1923 по 1930 год, проведя 25 матчей и забив 1 гол. Он был участником Олимпиады 1928 года, чемпионата мира 1930 года и двух чемпионатов южной Америки, на которых аргентинцы побеждали.

## Статистика
| Сезон | Команда               | Чемпионат | Чемпионат | Чемпионат |
| Сезон | Команда               | Лига      | Игры      | Голы      |
| ----- | --------------------- | --------- | --------- | --------- |
| 1931  | Бока Хуниорс          | Примера   | 18        | 0         |
| 1932  | Бока Хуниорс          | Примера   | 6         | 0         |
| 1933  | Индепендьенте         | Примера   | 2         | 0         |
| 1934  | Велес Сарсфилд        | Примера   | ?         | ?         |
| 1935  | Велес Сарсфилд        | Примера   | ?         | ?         |
| 1936  | Архентинос Хуниорс    | Примера   | 6         | 0         |
| 1936  | Эстудиантиль Портеньо | Примера   | ?         | ?         |
| 1937  | Спортиво Барракас     | Примера   | ?         | ?         |

## Достижения
- Чемпион Южной Америки (2): 1927, 1929
- Чемпион Аргентины: 1931